# Kanaal van Steenenhoek
Kanaal van Steenenhoek – kanał w prowincji Holandia Południowa, w Holandii. Rozpoczyna się na rozwidleniu z rzeką Linge tuż przy starym mieście w Gorinchem, następnie przecina kanał Merwedekanaal i biegnie dalej na zachód wzdłuż rzeki Boven-Merwede, a następnie Beneden-Merwede i wpływa do tej drugiej przy miejscowości Hardinxveld-Giessendam. Długość kanału wynosi niecałe 10 km. Został on wybudowany na początku XIX wieku, by zapobiec wylewaniu rzeki Linge.